# Сесил (лев)
Сесил (англ. Cecil) — 13-летний юго-западный африканский лев (Panthera leo bleyenberghi), изначально живший в национальном парке «Хванге» в провинции Северный Матабелеленд (Зимбабве). Был главной достопримечательностью парка, объектом наблюдения и изучения Оксфордского университета в рамках большого исследования.
1 июля 2015 года лев Сесил был застрелен американским стоматологом Уолтером Палмером, охотником за трофеями, который заплатил профессиональному охотнику Тео Бронкорсту за возможность убить льва 50 000 долларов. Сначала Палмер ранил льва стрелой из композитного лука, затем преследовал раненого зверя и примерно через 40 часов добил из ружья. Палмер обезглавил убитого льва и снял с него шкуру. Радиомаяк, закреплённый на теле льва, пропал.
Убийство льва Сесила вызвало международный резонанс, возмущение защитников животных, политиков и знаменитостей, а также резкую негативную реакцию среди пользователей Интернета.
Жители Зимбабве, охотник Тео Бронкорст и землевладелец Онест Ндлову, помогавшие Палмеру, привлечены к уголовной ответственности по обвинению в браконьерстве. Им грозит до 10 лет лишения свободы. Сам Палмер скрывается у себя дома в США и уверяет, что его ввели в заблуждение относительно легальности его действий. Власти Зимбабве подали запрос о его выдаче. Около стоматологической клиники Палмера, закрытой на неопределённое время, проходят пикеты и акции в память о Сесиле. Кроме того, стало известно, что в 2008 году Уолтера Палмера уже привлекали к ответственности за незаконное убийство чёрного медведя, тогда он был оштрафован на 2939 долларов.